# 수오멘린나
수오멘린나(핀란드어: Suomenlinna, 스웨덴어: Sveaborg 스베아보리[*])는 핀란드 헬싱키에 위치한 6개의 섬(쿠스탄미에카 섬(Kustaanmiekka), 수시사리 섬(Susisaari), 이소무스타사리 섬(Iso-Mustasaari), 피쿠무스타사리 섬(Pikku-Mustasaari), 랜시무스타사리 섬(Länsi-Mustasaari), 롱외렌 섬(Långören))에 지어진 요새이다.
1748년 핀란드를 지배하고 있던 스웨덴이 러시아 제국의 팽창주의 정책에 맞서기 위해 만든 요새로 알려져 있다. 건립 당시에는 핀란드어로 비아포리(Viapori)라는 이름으로 불렀으며 1918년 핀란드가 독립한 이후에는 "핀란드의 요새"라는 뜻을 가진 수오멘린나라는 이름으로 바꿨다. 헬싱키를 찾는 관광객들이 가장 많이 찾는 명소 중 하나이며 1991년 유네스코 세계문화유산으로 지정되었다.